# 丙酸香叶酯
丙酸香叶酯（Geranyl propionate）是一种丙酸酯，分子式C13H22O2。

## 存在
丙酸香叶酯天然存在于中亚苦蒿、柠檬皮油、金橘皮油、啤酒花油和小豆蔻。

## 制备
由丙酸与香叶醇在酶催化下进行酯化而成。

## 性质
丙酸香叶酯是一种无色液体，有水果气味和苦味。

## 用途
丙酸香叶酯用于食品香精。